# StarCraft II: Heart of the Swarm
StarCraft II: Heart of the Swarm je pokračování vojenské sci-fi real-time strategie StarCraft II: Wings of Liberty, vydané firmou Blizzard Entertainment v roce 2010. Heart of the Swarm je druhá část z plánované třídílné StarCraft II trilogie (třetí část se jmenuje Legacy of the Void).
Rozšíření upravuje jednotky, jež byly k dispozici ve Wings of Liberty, a přidává pár nových. Kampaň je v tomto rozšíření zaměřená na Zergy, z jejichž pohledu je vyprávěn příběh hry, jenž začíná pár týdnů po skončení Wings of Liberty. Ústřední postavou je Sarah Kerriganová, stylizovaná do role antihrdinky, které byla z většiny na konci Wings of Liberty vrácena lidská podoba a nyní se vyrovnává s minulostí, přetrvávajícím vlivem své dřívější temné osobnosti, i faktem, že ji chce skoro každý v galaxii mrtvou.
V kampani je celkem 27 misí: 20 hlavních misí spolu se 7 "evolučními" misemi (ve kterých má hráč možnost vyzkoušet různé modifikace zergských jednotek).

## Změny v datadisku
Byly přidány celkem tři jednotky k Protossům a po dvou k Zergům a Terranům.
Protossové
K stávajícím jednotkám přibyly: Jádro mateřské lodi (Mothership Core), Bouře (Tempest) a Prorok (Oracle).
Zergové
Přibyli Had (Viper) a Hostitel (Swarm Host) produkující Kobylky (Locust)
Terrani
Přidány jednotky Mina černá vdova (Widow Mines) a Pekelný stroj (Hellbat).

## Příběh ve hře
Sarah Kerriganová, které byly po úspěšné misi Jima Raynora a Valeriána Mengska odňaty pomocí xel'nažského artefaktu její vizáž i mnohé schopnosti Královny čepelí, a ve velké míře i vzpomínky, byla z Charu nahá odnesena Jimem Raynorem do jeho nákladní lodi. Vlivem očištění od zergské podstaty a vysoké teploty vzduchu na Charu utrpěla popáleniny a její kůže byla pak stejně drsná jako její zergská tykadla namísto vlasů. Z Charu byla za dramatických okolností a asistence Valeriána dopravena pryč, než na místo dorazil osobně císař Dominia Arcturus Mengsk, jenž ustál povstání a protesty obyvatel.
Její záležitosti byly drženy v přísném utajení, aby měla klid na rekonvalescenci jak fyzické, tak psychické: pokusila se zabít "ostříháním" svých zergských vlasů. V galaxii se zprávy o pádu Královny čepelí rychle roznesly a nemálo lidí ji chtělo mrtvou, hlavně císař Mengsk. V prostorách nadace Moebius však nebyla v bezpečí, neboť se ukázalo, že Dr. Emil Narud, jenž zjistil, že Xel'nagové zřejmě nikdy artefakt nenavrhli k očištění infikovaného Terrana a vrácení lidské podoby, pracoval pro Mengska. Ve vážném stavu (nejedla, nepila, nekomunikovala) byla nakonec převezena do Valeriánovy tajné základny v protektorátu Umoja, kde byla pod nepřetržitým dohledem Valeriánových lidí. Na první dva týdny zde musela být navlečena do skafandru a dle měření měla velmi nízkou mozkovou aktivitu, jakoby sama sebe uvedla do kómatu, nebo to mohl být vedlejší efekt soupeření jejího terranského a zergského já o kontrolu těla a mysli.
Časem se ale její hodnoty začaly dostávat do normálu a začala si vzpomínat, kým vším byla: Ghostem i Královnou čepelí, tedy zabijákem. Zažila promazávání paměti ve službách Konfederace, pak zabíjení pro Mengska, a po zpracování Nadvědomím prováděla neskutečné masakry, čímž psychicky trpěla a považovala se za zrůdu. Mnohé dávno ztracené vzpomínky na dětství a na dobu bez zabíjení se jí ale vrátily, stále však trpěla částečnou amnézií a nemohla si vybavit, co a proč dělala jako Královna čepelí. Přilnula k Jimovi Raynorovi, jehož roli na Charu i během jejich misí coby Synové Korhalu si pamatovala dobře, a snažila se znovu uvěřit v lepší budoucnost. Zachovala si tedy silný pud sebezáchovy, který předvedla při experimentu, kdy se jí vymkla psionická síla z rukou a Valerián z důvodu strachu o životy svých vědců další pokusy vzdal, tak nařídil odpálit v jejím prostoru nálože, ale záhy rozkaz odvolal, když mu řekla, že pomocí psionických schopností nálože předělala, aby zabily jeho vědce i jeho, navíc má pár sekund na to, aby nepokračoval v tom, co dělal jeho otec...

### Hon na královnu
Sarah čelila mnoha nočním můrám, v nichž sebe samu viděla jako Královnu čepelí, vedoucí zergskou invazi na Korhal. Viděla vzdušnou bitvu, kdy zergský leviatan přistával s rojem na povrchu a vypouštěl spóry s několika zerglingy a hydralisky jako předvoj do města. Pak viděla v ulicích Augustgradu tank (Siege tank) zoufale prchat před rozzuřeným ultraliskem a mračny zerglingů. Na hlavním náměstí vypukla tanková bitva proti legiím zerglingů podpořených ultralisky, na jejíž průběh svrchu shlížela Královna čepelí, libující si ve vykonané pomstě, zatímco na metropoli havaroval obří bitevník a horda zerglingů povalila Mengskovu sochu. Z tohoto snu se probudila vyděšená. Znamenalo to jedno: doutná v ní neukojitelná touha po pomstě Mengskovi za to, že ji chce mrtvou, za Tarsonis a za všechny jeho lži a hříchy.
Po několika týdnech od událostí na Charu (jaro 2505) dorazil do základny v Umoje Jim Raynor. Vynutil si vstup do uzavřené části, kde se setkal s Valeriánem, kterému řekl, že toto je poslední test, pak odchází pryč spolu se Sárou, doteď drženou v izolaci. Test měl zjistit, kolik zergského v ní zůstalo. V izolované komoře ji robot oblékal do obleku Ghosta a Raynor požádal Valeriána a vědce o chvilku soukromí. Řekl jí, ať chvíli ještě vydrží, pak odejdou spolu pryč. Sára nic neskrývala, aspoň pak konečně mohou jít po krku Mengskovi. Raynor ji přesvědčoval, ať na něj zapomene, teď konečně mohou být zase jen spolu, ale Sára opáčila, že dokud není Mengsk mrtvý, nemůže být žádné "ty a já". Izolační místnost se zavírala a ona se k němu otočila zády, zatímco on v emocích křiknul, že hýbal nebesy i peklem, aby ji dostal zpět a nikdy se jí nevzdal, ať tedy ona nevzdává šanci být spolu.
Když se místnost uzavřela, podívala se zpátky a litovala toho, co řekla. Každopádně test začal a měla se pokusit ovládnout zergského trubce (Drone). Valeriána varovala, že tohle skončí špatně. Nakonec si vyrobila armádu zerglingů, s níž se rozhodla otestovat Valeriánovo bezpečnostní opatření a hlavně ho přinutit, aby vůbec neuvažoval o tom ovládat Zergy, protože ti nikdy neudělají, co si nějaký Terran zamane. Zerglingy poslala do spodního patra, kde s nimi způsobila značnou spoušť, ale nikoho nezabila, jen zničila tamní zařízení. Poté jim nařídila zavřít se do kotců a zůstat tam.
Po propuštění z izolace se konečně mohla setkat s Raynorem, ale bála se toho, co způsobila jako Královna čepelí, tak řekla, že měl raději nechat svého přítele Tychuse Findleyho zastřelit ji. Raynor ji ujistil, že nelituje její záchrany a ona už není "ona," a šel převléknout, aby mohli konečně odejít. Jenže z hyperprostoru nad Umojou se vynořila armáda Dominia a vyslala na základnu mohutný výsadek pod velením Novy s rozkazem najít a zabít Kerriganovou. Jeden tým ji skutečně našel a Sarah všechny svými psionickými schopnostmi zabila a zničila místnost. Převlečený Raynor ji chtěl chránit, ale byl zpoza dveří jen svědkem incidentu. Za zničenými dveřmi pak našel rozrušenou Sáru koukající do země. Mumlala, že dokud Mengsk žije, tohle zabíjení nikdy neskončí. V transu dodala, že za to Mengsk zaplatí. Raynor ji přiměl, aby se vzpamatovala a dal jí ghostskou pušku jednoho ze zabitých nepřátel. Před odchodem ho Sára vášnivě políbila.
I když pět let nestřílela, zvykla si na pušku hned. Síly Dominia je zahnaly do sklepení, kde oba čelili zdivočelým zerglingům Sarah. Nakonec uprchli na přístaviště lodí, jenže raketa od robota Dominia typu Archangel zničila most a rozdělila dvojici. Kerriganová Archangela porazila sama, zatímco Raynor musel najít jinou cestu, jak se dostane ze základny pryč a Sáru vysílačkou vyzval, ať nečeká a vezme si jeho loď. Odmítala, ale nakonec šla, když jí Valerián sdělil, že se evakuují, ale pro Jima pošle tým. Varovala ho, aby to nepokazil. Mezitím Raynorovi Valerián vysílačkou sdělil, že ho tým nemůže najít, tedy Raynor řekl, že si najde cestu z Umoji sám. Pak ho vypátrala ghostka Nova a zatkla ho (buď z pomsty za odmítnutí zabití Toshe; nebo z rozmaru, žena prostě dělá, co žena dělat musí).
Na Hyperionu, jenž byl schován poblíž Phaethonu, hledala Sarah Jima, ale Valerián se omluvil, že ho nedokázali najít. Kerriganová se rozběsnila a psionikou ho škrtila, pak ještě odzbrojila vojáky Umoji na palubě, aby nikdo nezasáhl. Horner se ji snažil uklidnit, ale v tentýž moment je vystopovaly bitevníky Dominia a ihned zahájily palbu. Horner se zoufale snažil jejich palbu zastavit prohlášením, že je korunní princ Valerián na palubě, ale Dominium jen koncentrovalo palbu na Hyperion. To přimělo Sáru Valeriána pustit ze sevření. Se skřípěním v hlasu řekl, že jeho otec obětuje na šachovnici cokoliv, aby dostal královnu. Horner tedy nařídil okamžitý únik do hyperprostoru s tím, že se později na Umoju vrátí. Sára však z Hyperionu odešla hledat Jima sama, oni ať si dělají, co chtějí.
V Raynorově nákladní lodi přistála na Phaethonu, kde se Dominium utábořilo, ale našla poblíž malý rod zergského roje, tedy se opře o něj. Zjistila, že je vede matka rodu (Broodmother) Naktul, jež nadšeně přivítala královnin návrat. Sára odmítla takové pocty a chtěla jen zniití děla Dominia a jejich základny, aby neohrozily Jima. Sama Sarah ze sebe neměla dobrý pocit, protože mezi Zergy zjistila, že se jí zase vrací manýry Královny čepelí. Vrátila se na Jimovu loď a snažila se s ním navázat kontakt, že všechno vyčistila, tedy jeoblasta naprosto bezpečná. Pobrečela si, že měl pravdu a skutečně v ní doutná něco temného, tedy potřebuje ho k sobě, aby ji ochránil před ní samotnou. Místo Jimovy odpovědi vlezl dovnitř zergling se zlomeným čelistním rohem, na kteréhona mířila puškou, ale zapnul se monitor se zprávami UNN, kde Kate Lockwellová oznámila mimořádnou novinku: nechvalně proslulý terorista Jim Raynor byl dopaden, krátce vyslýchán a popraven. Sarah nevěřila svým uším a zergsky zařvala, až se zvenčí celá loď rozsvítila. Když se k věci vyjadřoval pro UNN Arcturus Mengsk, který tímto oznámil konec války a vítězství Dominia nad Zergy i Protossy, se plačící Kerriganová zvedla, podívala se na zerglinga, jenž přišel až k ní, a rozhodla se: Mengskovi se pomstí, neboť ztratila naději na lepší budoucnost a zbyla jí jen ta pomsta. Zcela propadla zlu, kterého se chtěla ještě před pár momenty vyvarovat.

### Lidská královna Zergů
Kerriganová přiletěla do zergského prostoru na obří nestvůru leviatan, kterou Zergové používají na daleké cesty vesmírem. Byla odhodlána stát se znovu jejich královnou a jednoho po druhém je zabíjet, dokud ji jako královnu nepřijmou. Na přítomné zerglingy svítila očima a ti ze strachu před ní utekli. Pak přišla matka rodu Izsha, jež ji poznala jako svou stvořitelku, ačkoliv nyní více jako Terrana než Zerga. Nechápala, proč si ji Sarah jako svůj výtvor nahrazující cerebraty nepamatuje. Sarah znovu zasvítila očima a zdůraznila, aby si hlavně nezapomněla pamatovat ji. Izsha se uklonila a přijala někdejší Královnu čepelí zpět. Kerriganová tedy rozkázala shromáždit roj a odletět okamžitě na Korhal. Izsha ji však informovala, že se roj rozpadl a při její absenci si ho rozdělily jiné matky, tedy roj nevyslyší její zavolání. Na leviatanovi se seznámila též s Abathurem, jenž kdysi sloužil Nadvědomí jako bytost řídící procesy evoluce, pak Královně čepelí, a nyní jí. Považoval Kerriganin stav za infekci terranskou DNA, ale bude schopen ji vrátit do zergského stavu. Kerriganová řekla rezolutní ne se žhnoucíma očima.
Vydala tedy rozkaz přistát na Charu, kde porazila v kyselinových pláních matku rodů Zagaru. Hodlala ji popravit, ale ta se hájila, že plnila její vlastní rozkaz být silné, aby roj zůstal silný. Situace však byla složitá, proto ji Kerriganová ušetřila, ale chtěla znát její názor, proč byla poražena. Zagara nedokázala odpovědět a hádala: byla jste silnější, chytřejší. Kerriganová ji poslala za Abathurem, aby ji vylepšil. Izshi se zeptala, jaká bývala jako Královna čepelí. Dověděla se, že byla mocná a také plánovala bitvu s nějakým neznámým nepřítelem, ovšem matkám rodů tenkrát neřekla nic podrobného.
Na Charu bylo potřeba porazit vojska Dominia, čistících povrch od Zergů. Začala zprůchodněním lávového kaňonu, ale Terrani dříve každý útok Zagary letecky odrazili. Útoku artefaktu Xel'nagů se už bát nemuseli, neboť Kerriganová věděla bezpečně, že už na Charu není, ale bitva i tak nebyla snadná. Kerriganová navrhla taktiku pozvolného rozšiřování povlaku (creep), aby začala zase fungovat přirozená zergská protivzdušná obrana pomocí sebevražedných létavců (Scourge). Díky sestřelení několika terranských bitevníků a postupnému obsazení oblasti dokázala dosáhnout svého. Zagaru opět zajímal klíč takové strategie a Sarah ji tedy poučila o prohnanosti, lsti a vizi (poté, co ji znovu vylepšil Abathur, i přes bolest; ovšem Abathur se obával, že příliš vylepšené matky mohou díky přidanému samostatnému uvažování a individualismu být časem nebezpečné, ale Sarah požadovala, aby byli Zergové co nejnebezpečnější celkově). V další bitvě si to Kerriganová rozdala přímo s generálem Warfieldem, jehož armádu zcela zdecimovala poté, co se odmítnul z Charu stáhnout.
Po bitvě si pro něj došla přímo do jeho základny. Byl smrtelně raněn a přišel k němu bezrohý zergling, aby ho zastrašil. Pak uhnul a za ním stála Sarah v ghostském brnění, velící Zergům, v tichosti. Žádal po ní, aby pustila domů lodě, na nichž jsou už jen vojáci zranění natolik, že pro ni hrozbou už nikdy nebudou. Kerriganová zůstávala zticha. Nazval ji zrádkyní lidstva za opuštění lidskosti jen kvůli pomstě. Zůstávala zticha. Zeptal se jí, kolik nevinných zavraždila a kolik jich ještě zavraždí. Ticho. Apeloval na její svědomí, a že zahazuje, co pro ni Jim Raynor udělal, zeptal se jí, co by si asi tak pomyslel, kdyby ji teď viděl. To už Sarah, jež poslouchala jeho vysílačku napojenou na úplně obklíčené vojáky, nevydržela a generála dorazila. Dotčena tím, co slyšela, vydala Zergům příkaz nezničit lodě se zraněnými.
Izsha si všimla jejího stavu. Byla schopná rozeznat hněv, nenávist, strach, ale tohle nezná. Kerriganová vysvětlila, že cítí bolest ze ztráty blízkého a ze vzpomínek na lepší časy. Nebyl čas se zdržovat. Nařídila cestu na Kaldir, kde se nacházel rod matky Nafash. Ta však byla nedávno zabita Protossy, kteří se okamžitě pokusili odeslat zprávu na Shakuras, že Kerriganová opět velí Zergům, ale je zranitelná, tedy mají poslat Zlatou armádu. Musela tomu na tomto ledovém světě, kde Abathur upravil ze získané esence tamní fauny Zergy k odolnosti vůči extrémně nízkým teplotám, zabránit. Zergové během bitvy zajali protosskou vědkyni jménem Lasarra. Nesměli dovolit, aby Kaldir opustila byť jediná loď. Při výslechu Lasarry Sarah zjistila, že jedna loď přece jen unikla. Nechala z leviatana odstranit pole, jež znemožnilo zacílení protosské teleportace, a implantovala do ní zárodek matky Niadry, s úkolem zničit všechny Protossy, jež ji infikovanou odwarpovali na loď. Niadra se zakrátko vylíhla a úkol splnila.

### Znovuzrození Královny čepelí
Krátce poté se na leviatana dostal ještě jeden Protoss - Zeratul. Kerriganová ho ihned poznala a kopanci a pěstmi složila k zemi. Zeratul se vůbec nebránil, jen využil příležitost, kdy si Kerriganová nekryla hlavu, aby jí dlaní přitiskl ihanský krystal k oku a řekl jen "Uvěř!" V krystalu Kerriganová uviděla domovský svět Zergů. Zerus - vulkanický svět překypující životem a zelení, v němž dominují prvotní Zergové samotáři (Primal Zerg). Ti žijí, bojují a vyvíjejí se, ale všichni vypadají úplně jinak než Zergové z roje. Mnohem více se podobají dinosaurům a neustále se vyvíjejí proto, aby drželi krok s dobou a s ostatními. Zeratul po těchto slovech zmatené Sáře zdůraznil, že i ona se musí vyvinout, aby přežila.
Sarah byla vůči Zeratulovým proroctví skeptická, ale nakonec souhlasila s cestou na Zerus, když jí slíbená moc světa Zerus pomůže porazit Mengska. Zeratul to zřejmě na Zerusu už trochu znal, tak Kerriganové doporučil probudit prastarého prvotního Zerga Zurvana, který jí poradí, jak tuto moc získat, neboť je velmi moudrý a také starší, než bývalo Nadvědomí. Abathur byl z prvotních Zergů nesvůj a považoval je za nedokonalé individuality bez spojení s Rojem. Nicméně to vypadalo, že prvotní Zergové měli jednu zvláštní schopnost: díky neustálé evoluci a vývoji jedince nestárli. Sarah byla nadále vůči Zeratulovi podezřívavá, ale její touha po odplatě byla silnější. Zeratulovi bylo zřejmě jedno, za jakým účelem do toho Kerriganová půjde, hlavně aby moc prvotních Zergů získala. Při hledání Zurvana na ni zaútočili nějací mladší prvotní Zergové, kteří ji nazvali součástí roje a také zkaženinou. Byla nucena se bránit, ale pak byl obří Zurvan díky pořádné dávce masa do chřtánu probuzen.
Zurvan si s Kerriganovou dlouze promluvil a prozradil jí, co se na Zerusu kdysi stalo. Jeden padlý Xel'naga jménem Amon zotročil Nadvědomí a pokazil jeho genetickou esenci nadřazeným příkazem a nuceným životem většiny Zergů v Roji, s nímž odletěl ze Zerusu pryč. Zřejmě chtěl zneužít schopnosti Zergů absorpce cizí genetické esence ke svým účelům, evidentně ke zlu. A z toho mála, kterým se povedlo uniknout Amonově vlivu, se stali prvotními Zergy samotáři. Dále ji vedle poučení o podrobných dějinách Zerusu, kterou vlastně zažil celou, zasvětil do způsobů prvotních Zergů. Abathur byl velice rozezlen schopnostmi prvotních Zergů k vytvoření "dětiček" jako kopie hydralisků z Roje, a žárlil.
Při poslední rozmluvě se Zeratul ujistil, zda se Kerriganová vzdá znovu své lidskosti. Ta zopakovala, že když jí to usnadní pomstu, tak do toho jde. To stačilo a s Kerriganovou se rozloučil, neboť viděl, že se vydala na správnou cestu, a odebral se zpět na Shakuras vyslechnout si rozsudek jeho bratří za své činy. Kerriganová se nechala Zurvanem dovést do prvotní třecí kaluže (Spawning Pool), kde došlo vůbec poprvé k pozření larvy druhou larvou a ukradení její esence z genetického materiálu, aby se sama posílila, tedy se vyvinul vůbec první Zerg v dějinách. Abathur s tímto krokem Kerriganové nesouhlasil, protože je příliš nebezpečný, navíc považoval stále prvotní Zergy a jejich moc za oslabení, ale opak byl ve skutečnosti pravdou. Zároveň pověřila Izshu a další matky, aby ochraňovaly její kokon, zatímco bude v prvotní třecí kaluži zrát a líhnout se. Věřila, že ji její nenávist a zloba ochrání před nezdarem metamorfózy. Roj byl nucen kokon "chrysalis" zuřivě bránit před nájezdy dalších prvotních Zergů a jejich dětí, kteří v Kerriganové spatřovali velkou hrozbu.
Jakmile se po dlouhé době její kokon "chrysalis" otevřel, vylezla z něj prvotní Královná čepelí (Primal Queen of Blades), jež byla obdařena největší silou, jakou kdy nějaký Zerg měl, a cítila, že bude schopna rozervat celé světy na kusy. Zurvan poznamenal, že přesně toto Amon uměl také, viděl to na vlastní oči. Podivil se, proč Kerriganová nebyla coby původní Královna čepelí řízená Amonem jako Nadvědomí. Kerriganová spekulovala, že na ni měl jeho nadřazený příkaz zřejmě přesto vliv, ale jen jako temnota v její mysli...tedy Amon musel už být mrtvý, když Nadvědomí Královnu čepelí stvořilo. Nyní je svým vlastním pánem bez Amonova vlivu, který z ní zmizel po použití xel'nažského artefaktu i této proměně.
Znovuzrozená Královna čepelí se od staré Královny čepelí lišila pigmentem i větší sílou a hlavně zcela nezávislou vůlí a osobností, jež zůstala identická s původní Sárou Kerriganovou. Na leviatanu Abathur uznal, že se mýlil, a požádal královnu o vzorek své tkáně, aby ji prostudoval. Ta se žhnoucíma očima odmítla, že to dalece přesahuje jeho schopnosti pochopit, čím je. Navštívil ji prvotní Zerg Dehaka, aby nabídnul Roji své služby výměnou za genetickou esenci, získanou při cestování s Rojem. Vysvětlil, že ostatní prvotní Zergové její znovuzrození nepřijali a bude se s nimi muset vypořádat. Yagdra, Kraith i Slivan proti Královně čepelí bojovali tvrdě, ale neměli sebemenší šanci. Sama pak pohltila jejich esenci a stala se ještě silnější. V ten moment za ní přišel Zurvan a pochválil ji za vítězství, ale jenom proto, aby nyní sám získal její esenci. Je tak starý proto, že se s nikým kromě sebe o nic nedělil. Sáře nezbyla jediná možnost, než ho také zabít. Se ziskem jeho velmi bohaté esence získala vše, co mohl Zerus nabídnout, tak zanechala zbylé prvotní Zergy svému osudu a nařídila Izshe připravit leviatana na dlouhou cestu zpět do sektoru Koprulu.

### Návrat královny
Po návratu se ozvala osoba tvrdící, že ví o jejím plánu zabít Mengska. Řekl jí, že jsou její šance nulové, dokud bude mít protosskozergské hybridy, jejichž likvidace má momentálně nejvyšší prioritu. Tento kontakt vystopovala poblíž stanice Skygeirr a byl jím bývalý viceadmirál UED Alexej Stukov, nyní hybrid Terrana a Zerga podobně jako ona. Je naživu, přestože ho při válce Brood War zabil Samir Duran, ale byl znovuoživen nelidskými experimenty a přetvořen v Zerga. Řekl, že ho takto pozměnil Dr. Emil Narud, navíc ho vystavil dalším experimentům. Narud je měňavec, který vystřídal za svůj milénia dlouhý život tisíce tváří i jmen, a naznačil, že Narud a Duran jsou jedna a tatáž osoba (duraN-Narud), sloužící Amonovi. Shodli se, že je nutné ho zabít i s jeho hybridy, a zničit celou stanici.
Na povrchu ale byla stanice velmi dobře hlídaná, avšak Kerriganová použila infikátory k vytvoření co nejvíce terranozergských hybridů. Nakonec byla tato taktika úspěšná a mohla se Stukovem proniknout dovnitř. Narud na Kerriganovou vypustil osm hybridů, aby ji uzamkl v psionické pasti, ale posílená Kerriganová ji dokázala překonat. Dále musela porazit celkem mocný výsadek armády Dominia. Celou laboratoř nechala zamořit rojem, aby vyhledal cokoliv živého a zabil to. Jenže se ukázalo, že celá stanice stála na starém xel'nažském chrámu, v němž roj narazil na tal'darimské Protossy, kteří byli konečně odhaleni jako uctívači Amona. Do bitvy se zapojil i Narud, jenž smrtícím útokem málem Kerriganovou zabil, ale ta mu oplatila stejnou mincí. Narud měl výhodu, že ho "dobíjely" xel'nažské svatyně, které musel Stukov s rojem, jehož velení dočasně převzal, najít a zničit, a postarat se o Taldarimy, kteří si zavolali na pomoc hybridy. Pro Stukova to byla těžká bitva, ale zvládl ji, stejně tak Kerriganová, jež zahnala Naruda hlouběji do útrob xel'nažkého chrámu. Zde na ni hrál psychologickou nátlakovou hru, když na sebe vzal podobu Jima Raynora. Kerriganová odhalila jeho klam a zuřivě ho mlátila pěstí, že on není Jim. Po chvíli se Narud proměnil v podobu Sáry Kerriganové před její nákazou Zergy a řekl, že je vším, co ona sama ztratila, a laserovým mečem ji probodl. Kerriganová upadala do mdlob, ale dokázala se ještě vzchopit, Naruda objala a svými čepelími křídly ho zabila. Než zemřel, pošeptal, že stejně prohrála, neboť je Amon znovu naživu. Stihli ho znovu vyvolat. Sama se pak s vážným zraněním svalila vedle něj, i s obavami, co teď, protože při čtení jeho mysli odhalila, že říkal pravdu.
Kerriganovou v kritickém stavu dopravili Stukov, Dehaka, Zagara a Izsha zpět na leviatana, kde ji nechali odpočívat v léčivé lázni, a roj zatím vedli místo ní. Po vyléčení ostatním pověděla špatnou zprávu: Amon se vrátil a je teď pro Zergy bezprostřední hrozbou. Až to vyřídí s Mengskem, půjdou Amona hledat. K výpravě se přihlásil i Stukov, protože jako Zerg, kterého by nepoznala ani jeho matka, nemá mezi Terrany místo, a své domovské Rusko již zřejmě nikdy neuvidí. Abathur označil Stukova za mimořádného Zerga, takového, jakého by sám nikdy nedokázal stvořit (žárlil na Narudovy schopnosti), za druhého nejsilnějšího hned po Královně čepelí. Královna přemýšlela, jak se Narudovi povedlo Amona vyvolat a došla k závěru, že když ji xel'nažský artefakt zbavil moci původní Královny čepelí, nasál ji do sebe a artefakt z Charu brzy poté zmizel. Došlo jí, že právě tuto energii Narud k Amonově vyvolání použil.
Mezitím ostatní matky rodů nalezly v zergském prostoru tisíce zařízení, které vypustilo Dominium, nevypadá to na zbraň. Keriganová poznala, že se jedná o Mengskův komunikátor. Mengsk ji varoval, že jestli se s rojem jenom přiblíží ke Korhalu, Jima Raynora okamžitě zabije....ano, není mrtvý. Kerriganová proto pomocí psionických schopností kontaktovala posádku Hyperionu, kde překvapila nepříjemně Hornera i Valeriána tím, že se stala znovu Královnou čepelí, ale neměla čas to vysvětlit. Pověděla jim, že je Jim Raynor naživu, ale neví, kde ho Mengsk drží, ale oni to zjistit mohou. Valerián jí nechtěl věřit, ale Horner odvětil, že Jezdci udělají všechno, aby dostali zpět svého velitele. Valerián opáčil, že získat tyto informace bude nesmírně těžké, jenže Horner měl eso v rukávu: svoji "manželku" Miru Han Hornerovou a jejího zajatce Orlana. Jen ji museli "přesvědčit" zničením její základny.
Orlana donutili hacknout síť Dominia a dověděli se, že Raynora drží na vězeňské lodi Moros náhodně plující po různých destinacích, a že v konkrétní čas bude poblíž stanice Atlas na dotankování paliva. Kerriganová provedla invazi na loď, ale Mengsk se ji pokoušel zničit autodestrukcí, aby zabil ji i Raynora. Nicméně leviatanovi se povedlo loď zčásti obejmout tak, že sekce, kde byl Raynor, vydržely pohromadě. Probila se až k jeho cele a otevřela ji. Raynor byl v šoku z toho, že je Sára znovu Zerg, a ptal se, co to provedla. Na odpověď to, co musela, reagoval výčitkami, ať to vysvětlí Fénixovi a milionům dalších, které utopila v krvi. Dala mu jeho pistoli a hlaveň si položila na své čelo a řekla mu, že kdysi přísahal zabít Královnu čepelí, ale zároveň v ní nikdy nepřestal věřit, tak ať nepřestane ani teď. Po chvilce váhání Raynor začal střílet, dokud mu nedošly náboje, ale vystřílel je do zdi, protože ji nedokázal zabít. Řekla mu, že ho miluje, ať na to nikdy nezapomene. Ten však chladně odešel a prohlásil, že je mezi nimi konec.

### Zúčtování s Mengskem
Nyní už ji nic nedrželo od toho provést svoji pomstu. Znovu telepaticky zavolala na Hyperion, aby oznámila, že zahajuje invazi. Horner se podivoval, proč jim to říká. Valeriána se zeptala, na jaké straně vlastně stojí. Ten odpověděl, že vždycky na straně svého lidu a smířil se s tím, že jeho otce je nutné odstavit od moci a nelze ho žádným způsobem spasit. Se Stukovem probrala jeho budoucnost v Roji a ten souhlasil, že jí pomůže vyhledat Amona a bojovat s tímto "pánem bohem" až do konce. Věrnost Královně čepelí slíbily i všechny Matky rodů, i ty, které ji dosud odmítaly a přidávaly se k jejímu Roji, tedy Roj byl znovu sjednocený.
Při další konverzaci s Valeriánem řekla, že tamní lid potřebuje vůdce. Má-li být tímto vůdcem on, tak požaduje jedinou věc, aby svou invazi provedla ne přímo na Augustgrad, ale za město, aby dala civilistům šanci se evakuovat. Kerriganová se ptala, zda si je vědom faktu, že to bude možná její nejtěžší bitva v životě, a žádá po ní, aby si ji udělala ještě těžší. Avšak svolila a dá mladému careviči prostor, aby provedl evakuaci města. Spletla se v něm, je skutečně lepším mužem než jeho otec.
Pak na spustila invazi. Vyslala za Augustgrad miliony sporů, z nichž Dominium většinu sestřelilo, ale dokázala vytvořit za městem úl roje, odkud povede invazi do města hlavní branou. Mengsk však aktivoval psionického ničitele, což byla zbraň zabíjející tvory k sobě psionicky propojené, tedy de-facto všechny Zergy...kromě Zergů samotářů. Toto byla práce pro Dehaku, aby Dominijské překvapil tím, že na něj zbraň nebude fungovat. Dehaka zničil generátory pro vysílače psionických ničitelů a Kerriganová pak vyslala vlnu Zergů, jež zničila velkou část obrany okraje města. Mezitím Valerián s Hornerem a Raynorem organizovali evakuaci civilistů. Většina čtvrtí je hotová, ale celý východní blok dosud evakuovaný není. Ozvala se jim Kerriganová, jak na tom jsou. Ti přiznali problémy (Jim byl schovaný mimo záběr, a pozorně ji poslouchal) a Valerián ji požádal o trochu víc času, jinak miliony lidí zemřou. Kerriganová tedy souhlasila, že provede invazi do dotyčného místa pomaleji, ale až na to přijde, ať se klidí z cesty.
Bylo to ovšem za cenu, že obrana Dominia, vybavena i roboty Odin, se stihla přeskupit a kladla velmi tuhý odpor. V průběhu bitvy však do Augustgradu přistál Hyperion s Raynorem na palubě a Kerriganové pomohl. S jeho pomocí a společně se Stukovem, Zagarou a Dehakou nakonec ve městě odpor Dominia zcela zlomila. Před závěrečnou bitvou pověřila Zagaru velením Roje a v případě, že zemře, dostala za úkol splnit její poslední rozkaz: opustit ihned Korhal, najít Amona a bojovat s ním jako s úhlavním nepřítelem Zergů.
Přímo v Mengskově paláci si zcela sama proklestila cestu palácovou stráží, až se probojovala na vrchol do jeho kanceláře. Mengsk ji očekával a zapálil si u toho doutník. Řekl, že prohrála: stiskl tlačítko zapalovače a ukázal jí xel'nažský artefakt, plně nabitý. Tuto situaci si však chtěl vychutnat a zapalovačem do Kerriganové vyslal velmi silnou a bolestivou dávku blesků. Na chvíli přestal, aby ji nazval svým největším zklamáním, pak zase pokračoval. V momentě, kdy ji chtěl dorazit, vtrhl do místnosti Raynor, který mu rozdrtil zapalovač a Mengska silně udeřil tak, že přelétl půl místnosti. Sarah se vzpamatovala a s rozeběhem nabodla Mengska svými čepelími křídly do ramen na stěnu. Řekla mu, že nikdy nebude trpět tolik, aby zaplatil za životy, které zničil. Odvětil, že z ní udělal monstrum, opáčila, že to on udělal monstra ze všech. Pak mu psionickými schopnostmi uvařila mozek zaživa, a dala do toho tolik energie, že Mengsk vybouchl tak, že zdemoloval celou kancelář a v paláci po něm zbyla díra jako po zásahu velkou raketou.
V závěrečné scéně se Kerriganová s Jimem Raynorem dívala (a tvářila se u toho stejně jako ve snu na začátku hry), jak se Zergové po splnění mise vracejí zpátky na leviatana. Podívala se na Jima a poděkovala mu, za všechno. Jak roztáhla křídla, aby také odletěla na leviatana, odpověděl jí s úsměvem, že mu bylo potěšením. Pro sebe dodal, že mu bylo vždycky potěšením.
Sarah Kerriganová se následně s Rojem vydala na výpravu hledat Amona, aby se s ním vypořádala, tentokrát již nevyhlíží setkání s ním pesimisticky a rezignovaně jako stará Královna čepelí, ale s vírou, že konfrontaci s "bohem" zvládne. Mezitím se Valerián nechal korunovat novým císařem Dominia, zavedl spravedlivější zákony, odstranil od moci kliku svého otce a přinesl větší míru svobody pro občany Dominia.